# Festival Show 2018
Il Festival Show è un evento musicale estivo creato da Radio Birikina e Radio Bella&Monella.
L'edizione 2018 ha visto la conduzione di Bianca Guaccero.
Il giovanissimo Andrea Settembre si è aggiudicato la vittoria con il brano Su scritto da Raffaele Viscuso.

Il tour, dall'8 luglio al 1º settembre, ha incluso 8 tappe.

## Tappe
| Tappa n° | Data        | Città ospitante     | Luogo dell'evento     | Cantanti partecipanti | Fonte |
| -------- | ----------- | ------------------- | --------------------- | --- | ----- |
| 1        | 8 luglio    | Padova              | Prato della Valle     | Fabrizio Moro, Ermal Meta, Annalisa, Bianca Atzei, Roby Facchinetti, Riccardo Fogli, Vegas Jones, Shade, Mr Rain, Timothy Cavicchini, Peligro, Anthony e Vittorio Conte, Alessandro Coli, Gianmarco Gridelli. |       |
| 2        | 13 luglio   | Torri di Quartesolo | C.C. Le Piramidi      | The Kolors, Elodie, Thomas, Anna Tatangelo, Michele Bravi, Alessio Bernabei, Enrico Ruggeri, Fausto Leali, Decibel, Alessandro Coli, Davide Petrella, Alice Caioli, Camille Cabaltera                         |       |
| 3        | 26 luglio   | Caorle              | Spiaggia di Levante   | Virginio, Alberto Fortis, Thomas, Bianca Atzei, Shade, Marco Masini, Emis Killa, Elettra Lamborghini, Gianmarco Gridelli, Peligro, Luca Bretta.                                                               |       |
| 4        | 2 agosto    | Jesolo              | Piazza Torino         | The Kolors, Anna Tatangelo, Elettra Lamborghini, Lele, Emma Muscat, Jerry Calà, Alexia, Sonohra, Fred De Palma, Elya, Peligro, Giorgio Baldari, Anthony e Vittorio Conte                                      |       |
| 5        | 9 agosto    | Bibione             | Piazzale Zenith       | Fabrizio Moro, Enrico Nigiotti, Elodie, Alessio Bernabei, Nesli, Ricchi e Poveri, Fred De Palma, Collage, Atlanto, Alessandro Coli, Mihail                                                                    |       |
| 6        | 21 agosto   | Lignano Sabbiadoro  | Beach Arena           | Dolcenera, Enrico Nigiotti, Le Vibrazioni, Dear Jack, Roby Facchinetti, Riccardo Fogli, Einar, Paolo Belli, Nomadi, Andrea Febo, Grace Cambria, Leave The Memories                                            |       |
| 7        | 24 agosto   | Mestre              | Piazza Ferretto       | Moreno, Irama, Albano, The Kolors, Thomas, Red Canzian, Ex Otago, Dalise, Davide Merlini |       |
| 8        | 1 settembre | Trieste             | Piazza Unità d'Italia | Il Volo, Chiara, Benji e Fede, The Kolors, Thomas, Emma Muscat, Shade, Federica Carta, Gianmarco Gridelli, Giorgio Baldari, Alessandro Coli                                                                   |       |